# قصر اللمسة
قصر اللِمْسَة قرية تقع في معتمدية الوسلاتية بولاية القيروان في الوسط التونسي. ترقيمها البريدي هو 3124. كان اسمها في العهد الروماني لِيمِيسَا Limisa.